# Carlo Bianchi (calciatore 1914)
Carlo Bianchi (San Michele Extra, 7 giugno 1914 – ...) è stato un calciatore italiano, di ruolo attaccante.
Fratello minore del calciatore Giovanni Bianchi o Bianchi I, era pertanto conosciuto come Bianchi II.

## Carriera
Ala destra, milita nell'Audace San Michele e poi nel Verona, con cui gioca quattro stagioni con 59 presenze e 15 gol in Serie B. Nel 1940 passa alla Reggiana dove disputa 20 gare, di cui 14 in Serie B.